# Ouratea paraguayensis
Ouratea paraguayensis là một loài thực vật có hoa trong họ Ochnaceae. Loài này được Hassl. ex Sastre & Offroy mô tả khoa học đầu tiên năm 2009.